# Schwäbischer Albverein

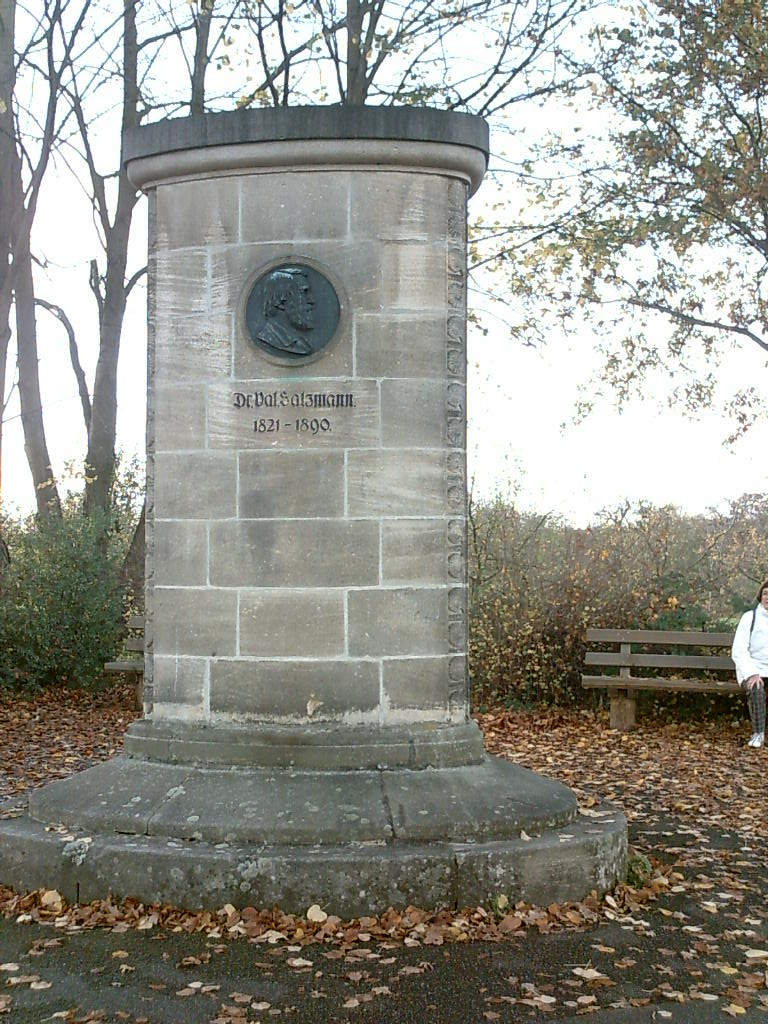
Denkmal in Esslingen am Neckar

Der Schwäbische Albverein e. V. (kurz SAV) mit Sitz in Stuttgart wurde am 13. August 1888 in Plochingen gegründet und ist damit einer der ältesten Wandervereine in Deutschland. Sein Gebiet reicht weit über das namengebende Gebirge, die Schwäbische Alb, hinaus, nach Norden bis zur Tauber, nach Süden bis an den Bodensee, umfasst also das frühere Land Württemberg; ausgenommen davon ist der ehemals württembergische Anteil am Schwarzwald (Landkreise Calw und Freudenstadt). Er ist eingetragen in das Vereinsregister des Amtsgerichts Stuttgart (VR 2430).
Die Zahl der Mitglieder wuchs rasch an, von 519 (1889) auf rund 20.000 (1897), 44.000 (1926), rund 60.000 (1955), rund 100.000 (1971). Mit rund 85.000 Mitgliedern (Stand: September 2023) ist er heute der größte deutsche und europäische Wanderverein.
Der Verein ist Mitglied des Deutschen Wanderverbands und der Europäischen Wandervereinigung. Seit 1994 ist der Verein anerkannter Naturschutzverband.

## Geschichte

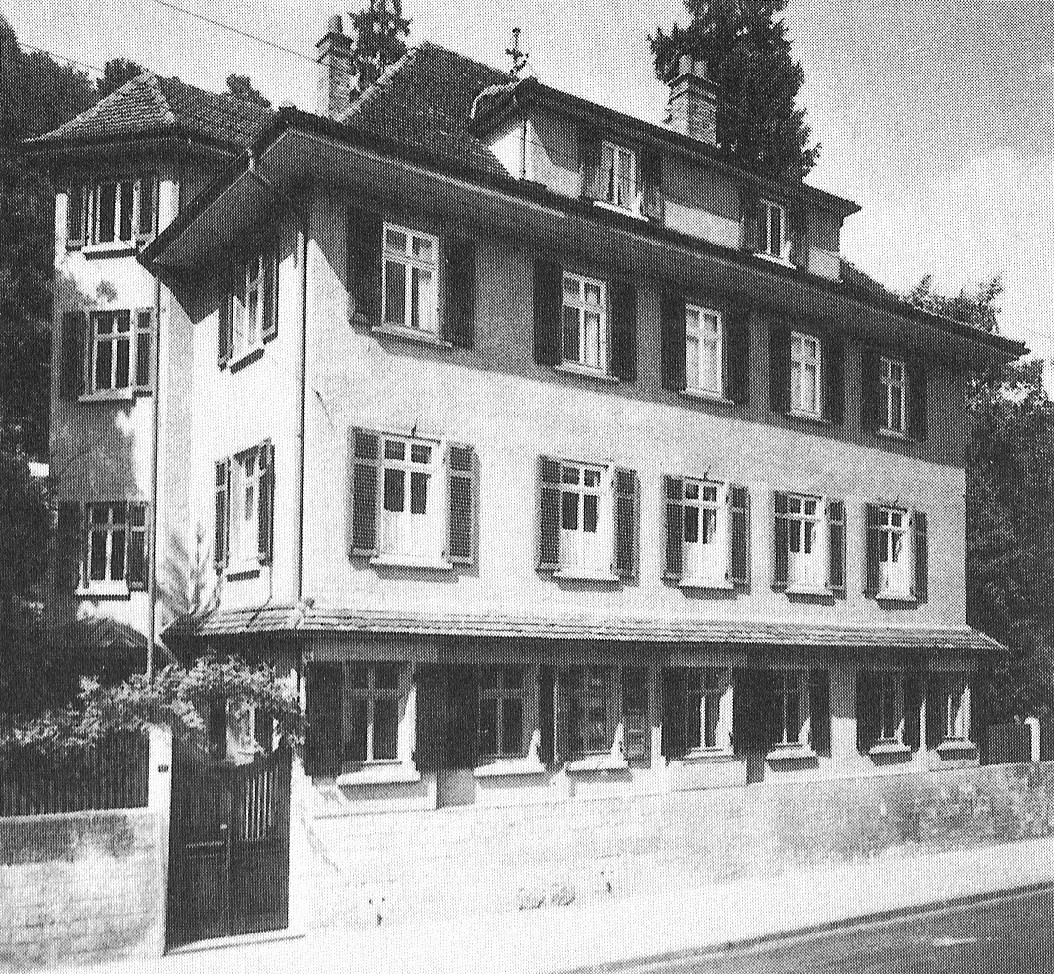
Geschäftsstelle des Schwäbischen Albvereins in Tübingen (Gartenstraße 19) in den 1930er Jahren.

Am 13. August 1888 trafen sich auf Einladung von Valentin Salzmann in Plochingen die Vertreter mehrerer Verschönerungsvereine mit dem Ziel, die Arbeit der bestehenden Verschönerungsvereine am Albtrauf gemeinschaftlich zu verbessern. Bei der konstituierenden Sitzung am 12. November 1888 in Plochingen legte Salzmann den ersten Entwurf zur Satzung des Albvereins vor, der wenig später dann endgültig ins Leben gerufen wurde. Die erste Ausschusssitzung fand am 22. April 1889 in Plochingen an. Bei der ersten Hauptversammlung des Vereins am 5. Mai 1889 in Plochingen wurden Salzmann zum Vorsitzenden, Ernst Camerer zum Schriftführer und stellvertretenden Vorstand, Gustav Ströhmfeld zum Rechner und Eugen Nägele zum Schriftführer gewählt.
Eugen Nägele war seit 1890 stellvertretender Vorsitzender und nachdem er 1913 zum Vorsitzenden gewählt worden war, wurde der Sitz des Vereins nach Tübingen verlegt. Der Verein kaufte 1925 ein villenartiges Haus in der Gartenstraße 19 und ließ es unter der Leitung des Architekten Gustav Stähle für seine Geschäftsstelle umbauen. Das Haus wurde an der westlichen Seite um einen Anbau, in dem sich u. a. das Treppenhaus befindet, sowie um den zweiten Stock und Dachstuhl erweitert, so dass es nach dem Umbau das Gebäude außen als „flotter Neubau“ erschien.

## Vereinsstruktur
Der Verein ist in 22 Gaue gegliedert. Diese sind für die Betreuung der in ihrem Gebiet liegenden Ortsgruppen zuständig. Zurzeit hat der Verein 570 Ortsgruppen. Die Hauptgeschäftsstelle befindet sich in Stuttgart.

## Ziele
Der Verein widmet sich nicht nur dem Wandern, sondern vor allem der regionalen Kultur mit all ihrem Reichtum. Er will das Besondere und das Typische, das in seiner Heimat vom Taubergrund zum Bodensee, vom Schwarzwaldrand bis zum Ries daheim ist, pflegen und erhalten. Dazu zählen der Schutz von Natur und Landschaft ebenso wie die Pflege von Sprache, Musik, Tanz und Lied. Daraus ergeben sich reichhaltige Wander- und Veranstaltungsprogramme sowie viele Möglichkeiten der Erholung, Entspannung und Geselligkeit.
Ein wichtiges Ziel ist aber auch die Ausbildung von qualifizierten Wanderführern und Wanderführerinnen. Hierzu wurde bereits im Jahre 2001 die Heimat- und Wanderakademie Baden-Württemberg gegründet. Sie ist ein Gemeinschaftsprojekt des Schwäbischen Albvereins zusammen mit dem Schwarzwaldverein.

## Angebot
Die Ortsgruppen bieten mit ihren reichhaltigen Wander- und Veranstaltungsprogrammen viele Möglichkeiten der Erholung, Entspannung und Geselligkeit. Mitglied sein im Schwäbischen Albverein heißt nicht nur Mitwandern in einer Gruppe mit einem geschulten Wanderführer, der über die Wege, Natur und Kultur, Landschaftsgeschichte und Bauwerke zu erzählen weiß. Zusätzlich bieten die zahlreichen Wandertreffen, Jahreshauptversammlungen und Sternwanderungen Gelegenheit zum geselligen Wandern und gemeinsamen Feiern. Darüber hinaus bietet der Schwäbische Albverein Ausbildung zu fachkundigen Wanderführern, Naturschützern oder Jugendbetreuern, Unterricht in Volksmusik, Volkstanz, Fahnenschwingen und anderes.

## Aussichtstürme

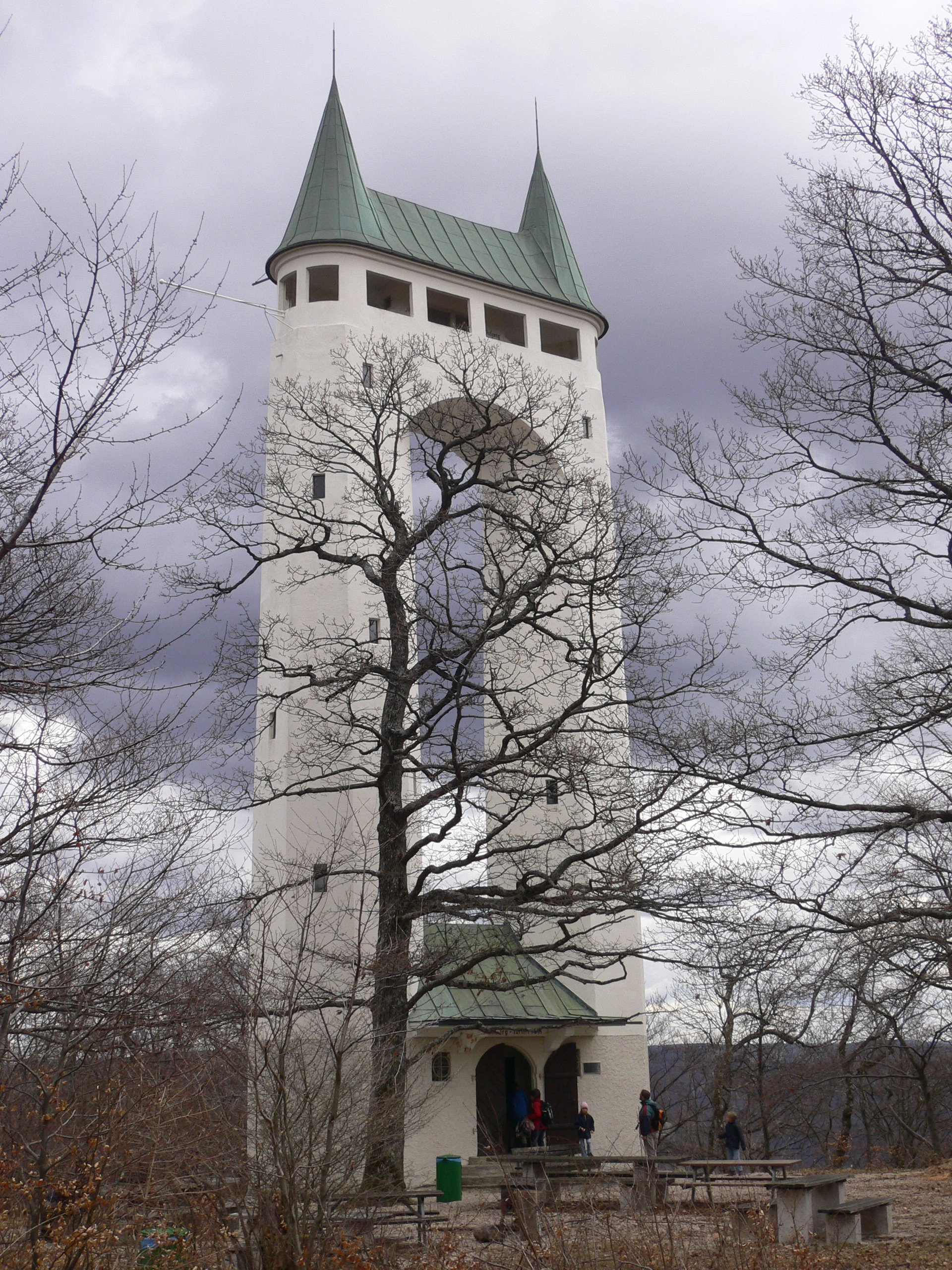
Schönbergturm bei Pfullingen

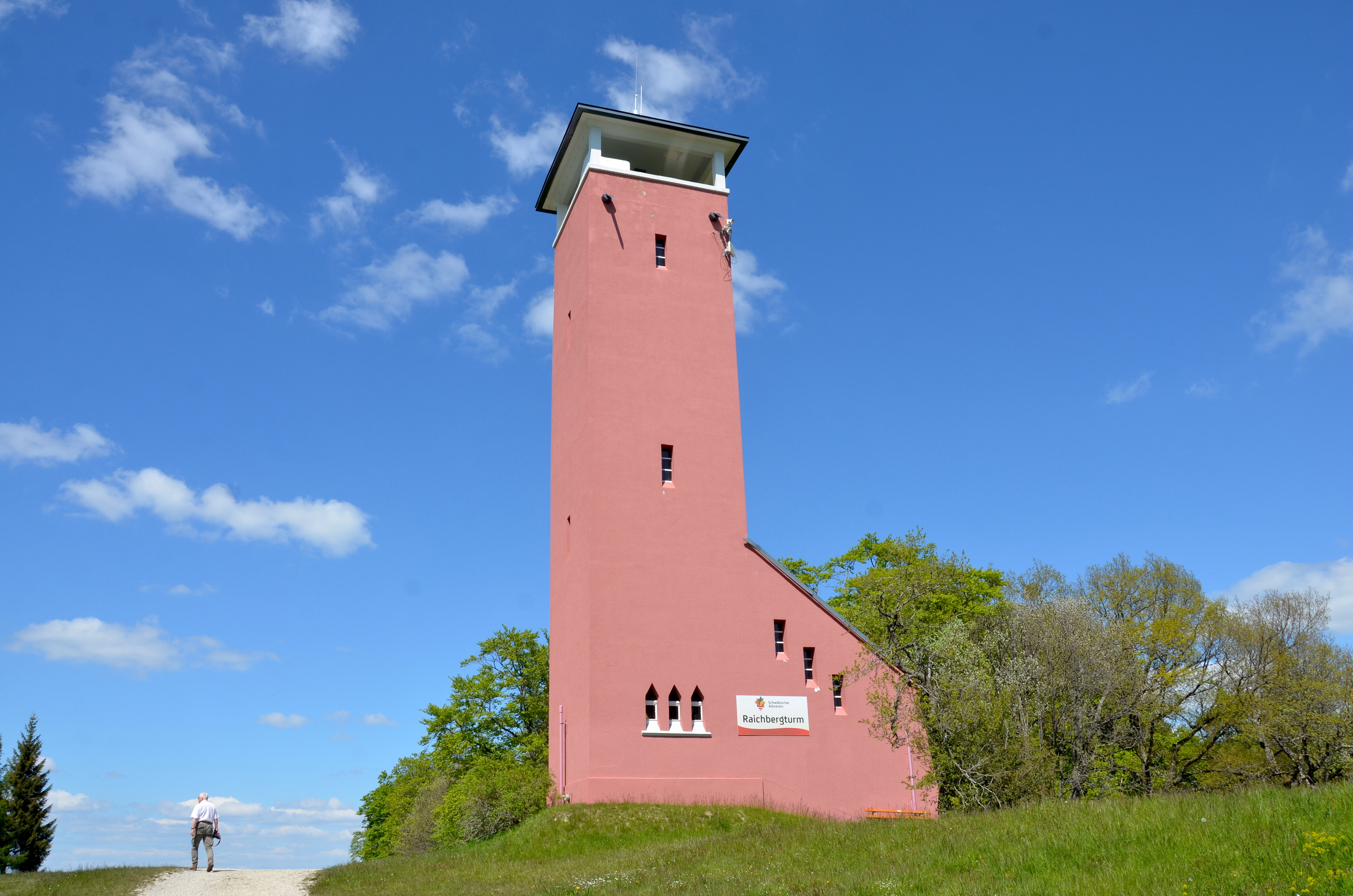
Raichbergturm

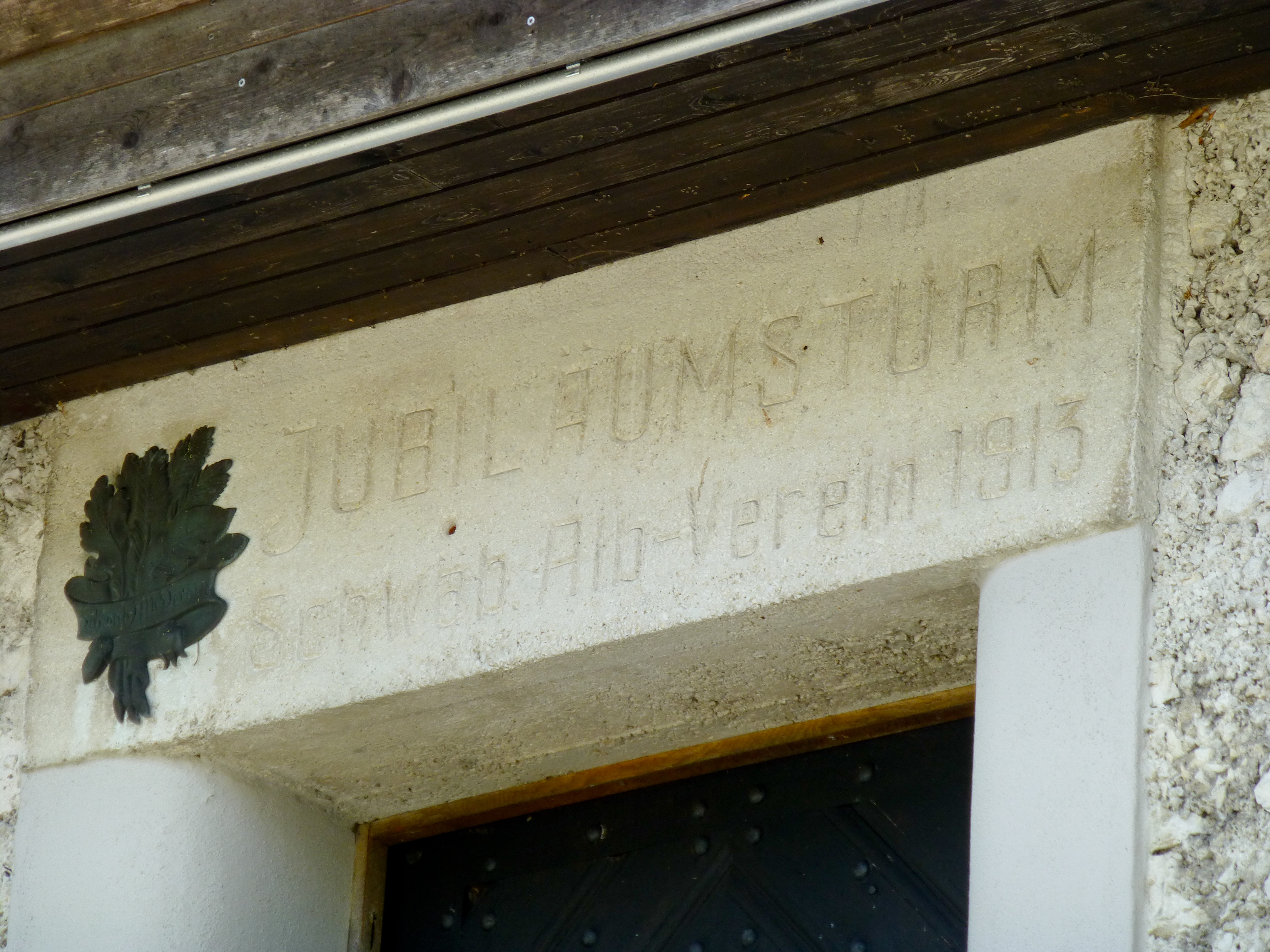
Der Roßbergturm wurde 1913 zum 25. Jubiläum errichtet

Der Schwäbische Albverein betreibt insgesamt 29 Aussichtstürme auf der Schwäbischen Alb, aber auch in anderen Gebieten Baden-Württembergs wie dem Schwäbisch-Fränkischen Wald und dem Stromberg.
- Augstbergturm bei Trochtelfingen-Steinhilben
- Bürgerturm in Neuenstein
- Burg Teck bei Owen
- Burgbergturm bei Frankenhardt-Oberspeltach
- Eselsburgturm bei Vaihingen-Ensingen
- Gansnestturm bei Fridingen an der Donau
- Hagbergturm bei Gschwend
- Heroldstatt-Turm bei Heroldstatt
- Hohe Warte bei St. Johann
- Hursch-Turm bei Römerstein-Zainingen
- Jubiläumsturm in Plochingen
- Juxkopfturm bei Spiegelberg-Jux
- Katharinenlindenturm bei Esslingen am Neckar
- Kernenturm bei Fellbach
- Lembergturm bei Gosheim
- Lichteler Landturm bei Creglingen
- Lupfenturm bei Talheim
- Raichbergturm bei Albstadt-Onstmettingen
- Römersteinturm bei Römerstein-Donnstetten
- Roßbergturm bei Reutlingen-Gönningen
- Schönbergturm bei Pfullingen
- Schwarzer-Grat-Turm bei Isny im Allgäu
- Steinknickleturm bei Wüstenrot-Neuhütten
- Sternbergturm bei Gomadingen
- Uhlbergturm bei Filderstadt-Plattenhardt
- Drei Beobachtungstürme im Gutsbezirk Münsingen
- Volkmarsbergturm bei Oberkochen
- Waldgreutturm bei Römerstein-Zainingen
- Zwei-Eichen-Turm bei Pliezhausen

## Wanderheime

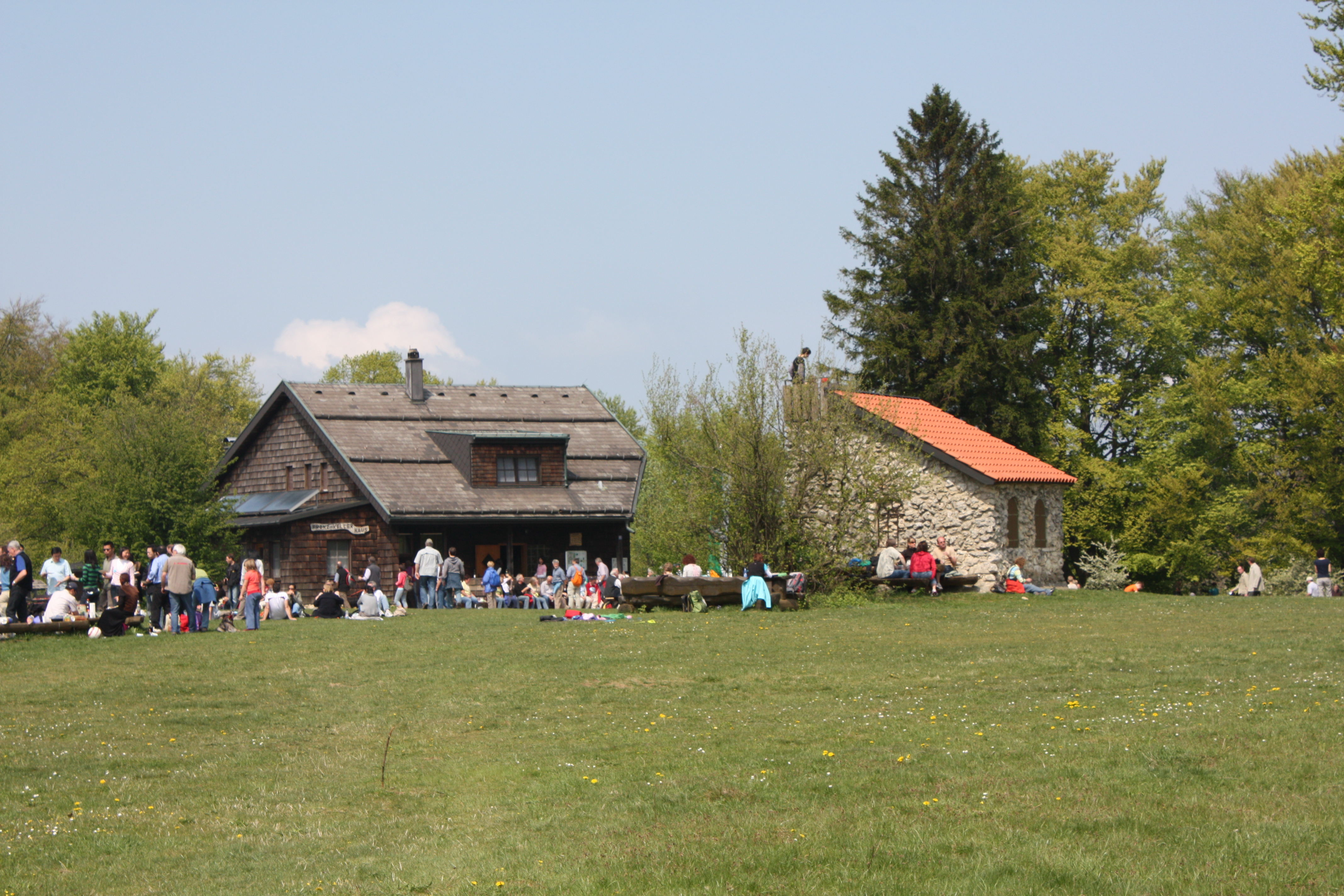
Das Franz-Keller-Haus auf dem Kalten Feld

Der Schwäbische Albverein betreibt insgesamt 21 Wanderheime mit Übernachtungsmöglichkeiten auf der Schwäbischen Alb, aber auch in anderen Gebieten Baden-Württembergs. Die meisten von ihnen werden ehrenamtlich von Ortsgruppen an Wochenenden und Feiertagen bewirtschaftet. (Abkürzung: ehr.) Andere Wanderheime sind an einen Pächter verpachtet. (Abkürzung: verp.)
Neckarland und Hohenloher Ebene
- Weinsberg, ehr. (216 m)
- Sulzdorf, ehr. (382 m)

Keuperberge – Stromberg-Heuchelberg, Schwäbisch-Fränkischer Wald
- Füllmenbacher Hof, ehr. (305 m)
- Juxkopfhütte, ehr. (533 m)
- Eschelhof, ehr. (492 m)

Östliche und mittlere Schwäbische Alb bis zur Linie Echaz-Große Lauter
- Franz-Keller-Haus, ehr. (781 m)
- Wasserberghaus, verp. (700 m)
- Burg Teck, verp. (775 m)
- Eninger Weide, verp. (751 m)

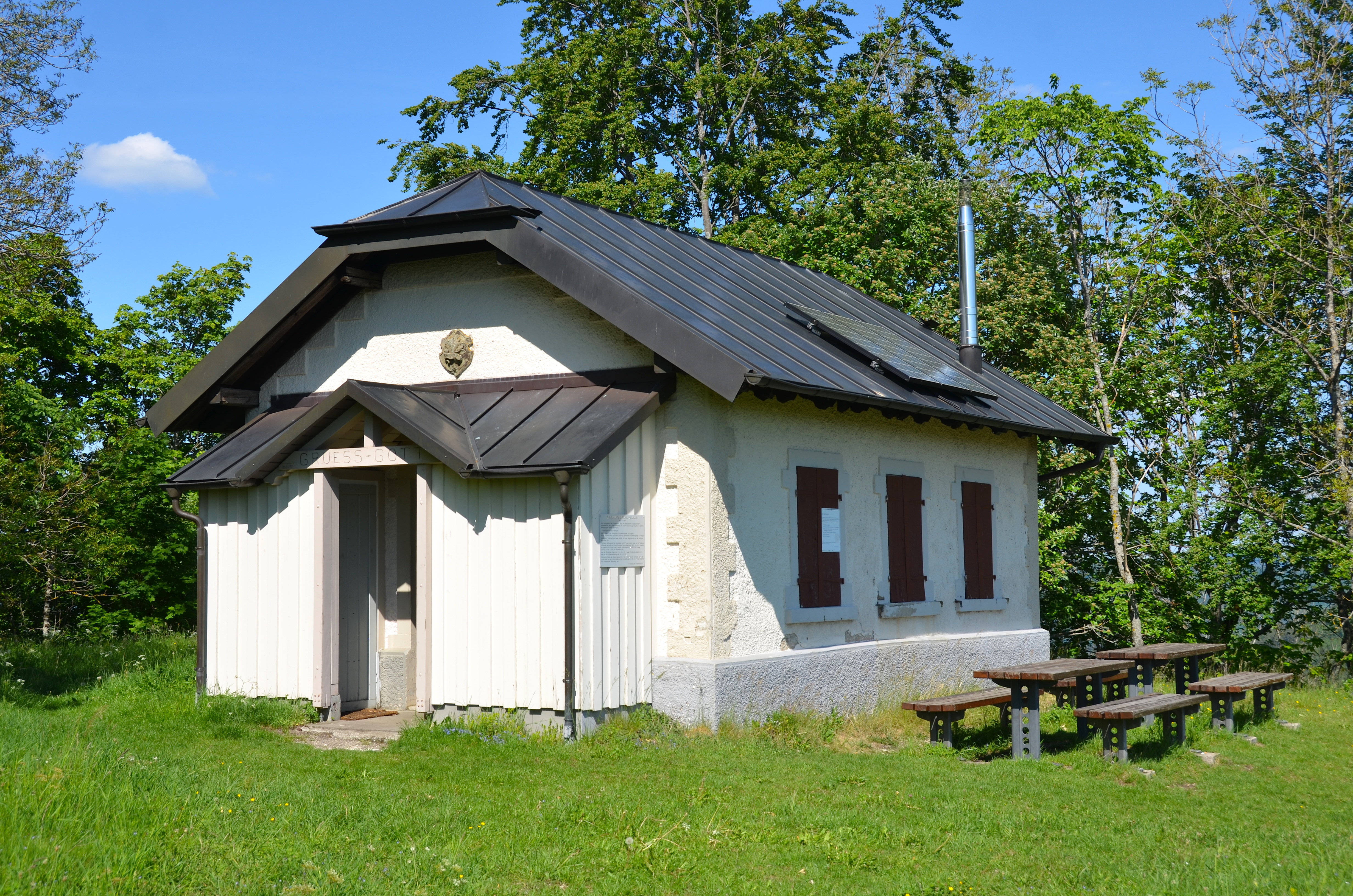
Lochenhütte auf der Lochen

Mittlere und südwestliche Alb, westlich der Linie Echaz-Große Lauter
- Roßberghaus, verp. (869 m)
- Sternberg, ehr. (844 m)
- Nägelehaus, verp. (956 m)
- Jugendzentrum Fuchsfarm, ehr. (920 m)
- Haus der Volkskunst (570 m)
- Lochenhütte, ehr. (963 m)
- Nusplinger Hütte, ehr. (890 m)

Am / in der Nähe des Südrandes der Schwäbischen Alb und südlich der Donau 
- Pfannentalhaus, verp. (440 m)
- Weidacher Hütte, ehr. (632 m)
- Farrenstall, ehr. (685 m)
- Burg Derneck, ehr. (655 m)
- Wanderheim Friedberg, ehr. (614 m)
- Rauher Stein, verp. (786 m)

## Wanderwege
Der Schwäbische Albverein unterhält ein Netz von Wanderwegen mit einer Gesamtlänge von über 20.000 Kilometern. Neben zahlreichen örtlichen Wanderwegen gibt es auch zehn Hauptwanderwege, deren Bewältigung Tage oder Wochen in Anspruch nehmen kann:
- Hauptwanderweg 1, der Schwäbische-Alb-Nordrand-Weg, Donauwörth–Tuttlingen, Länge 365 km
- Hauptwanderweg 2, der Schwäbische-Alb-Südrand-Weg, Donauwörth–Tuttlingen, Länge 256 km
- Hauptwanderweg 3, der Main-Neckar-Rhein-Weg, Wertheim–Lörrach, Länge 540 km (Betreuung zwischen Villingen-Schwenningen und Lörrach durch den Schwarzwaldverein)
- Hauptwanderweg 4, der Main-Donau-Bodensee-Weg, Würzburg–Friedrichshafen, Länge 420 km
- Hauptwanderweg 5, der Schwarzwald-Schwäbische-Alb-Allgäu-Weg, Pforzheim–Schwarzer Grat, Länge 320 km
- Hauptwanderweg 6, der Limes-Wanderweg, Miltenberg–Wilburgstetten, Länge 245 km
- Hauptwanderweg 7, der Schwäbische-Alb-Oberschwaben-Weg, Lorch–Friedrichshafen, Länge 240 km
- Hauptwanderweg 8, der Frankenweg, Pforzheim–Rothenburg ob der Tauber, Länge 220 km
- Hauptwanderweg 9, der Heuberg-Allgäu-Weg, Spaichingen–Schwarzer Grat, Länge 185 km
- Hauptwanderweg 10, der Stromberg-Schwäbischer-Wald-Weg, Pforzheim–Lorch, Länge 170 km

Darüber hinaus unterhält der Schwäbische Albverein die folgenden Weitwanderwege:
- Georg-Fahrbach-Weg, Criesbach-Stuttgart-Uhlbach, Länge 130 km
- Württembergischer Wein-Wanderweg, Aub-Esslingen am Neckar, Länge 470 km

## Albvereinslied
Bei offiziellen Anlässen und Feiern des Vereins wird das Albvereinslied „Nun steckt dies Zeichen an den Hut, ihr Albvereinsgenossen“ gesungen. Der Text stammt von Gründungsmitglied Eugen Nägele und wurde im Juni 1890 in den „Blättern des Schwäbischen Albvereins“ vorgestellt. Gesungen wird das Lied zur Melodie des Frankenlieds von Valentin Eduard Becker.

## Verlag des Schwäbischen Albvereins
Im Verlag des Schwäbischen Albvereins erscheinen seit dem Jahr 1893 Schriften zur Schwäbischen Alb und ihrer angrenzenden Regionen, neben Wanderführern und -karten auch Literatur über Geschichte, Geologie, Flora und Fauna, Naturschutz, Volkskunst, Liedgut und Mundart. Neben Einzeltiteln veröffentlicht der Verlag aktuell die seit 1977 erscheinende Reihe Natur – Heimat – Wandern sowie als Karte des Schwäbischen Albvereins seit 2003 Wanderkarten im Maßstab 1:35.000 und seit 2017 ebensolche im Maßstab 1:25.000. Darüber hinaus ist der Verein auch an Kooperationstiteln mit anderen Herausgebern beteiligt, unter anderem an Wander- und Freizeitkarten des Landesamtes für Geoinformation und Landentwicklung Baden-Württemberg und am Schwäbischen Heimatkalender. Der Verlag des Schwäbischen Albvereins ist Mitglied im Börsenverein des Deutschen Buchhandels sowie im Landesverband Baden-Württemberg des Börsenvereins.

## Blätter des Schwäbischen Albvereins
Die Blätter des Schwäbischen Albvereins informieren seit ihrer ersten Ausgabe am 12. Mai 1889 über die Aktivitäten im Verein und stellen ein Forum für Heimat- und Landeskundliches dar. Albvereinsmitglieder erhalten die Zeitschrift kostenlos; sie kann aber auch von Nicht-Mitgliedern abonniert werden. Die Blätter des Schwäbischen Albvereins erscheinen vierteljährlich in einer Auflage von 70.000 Exemplaren. In einem digitalen Archiv stehen alle Ausgaben von 1889 bis heute kostenlos zur Verfügung.

## Schwäbische Albvereinsjugend
Die Schwäbische Albvereinsjugend gehört zur Deutschen Wanderjugend und ist die Jugendorganisation des Schwäbischen Albvereins. Sie wurde 1926 gegründet und hat über 13.000 Mitglieder und ca. 150 örtliche Kinder- und Jugendgruppen.
Wie der Hauptverein ist auch die Albvereinsjugend in Gaue und Ortsgruppen aufgeteilt. Höchstes Gremium ist die Jugendvertreterversammlung, die dreimal im Jahr tagt. Eine hauptamtliche Geschäftsstelle in Stuttgart betreut die Aktivitäten der Mitglieder im Vereinsgebiet.
Die Albvereinsjugend bietet offene Jugendarbeit, Fortbildungen und Freizeiten auf Vereinsebene und in den Ortsgruppen an.
Vier Leitbilder prägen das Selbstverständnis der Albvereinsjugend: Gemeinsam unterwegs, Natur & Umweltschutz, soziales und demokratisches Handeln, zwischen Tradition und Moderne.
Die zentrale Zeitschrift Stufe erscheint viermal im Jahr. Das vereinseigene Jugendzentrum Fuchsfarm befindet sich auf dem Raichberg bei Albstadt-Onstmettingen auf der schwäbischen Alb, wo seit 1965 regelmäßig Zeltlager für Jugendliche veranstaltet werden. 2006 präsentierte die Schwäbische Albvereinsjugend das Brettspiel Quer durch BaWü mit verschiedenen Ausflugs- und Wanderzielen aus dem Vereinsgebiet.

## Persönlichkeiten
Vorsitzende und Präsidenten:
- Valentin Salzmann, Gründungsmitglied und von 1888 bis 1890 Vorsitzender
- Ernst Camerer, von 1890 bis 1913 Vorsitzender
- Eugen Nägele, Gründungsmitglied und von 1913 bis 1933 Vorsitzender
- Rudolf Höllwarth, von 1933 bis 1939 Vorsitzender
- Georg Fahrbach, von 1939 bis 1945 und von 1949 bis 1973 Vorsitzender/Präsident
- Peter Goessler, von 1945 bis 1949 Vorsitzender
- Helmut Schönnamsgruber, von 1973 bis 1991 Präsident
- Peter Stoll, von 1991 bis 2001 Präsident
- Hans-Ulrich Rauchfuß, seit 2001 Präsident

Sonstige Persönlichkeiten:
- Ernst Waldemar Bauer, Autor im Verlag des Schwäbischen Albvereins
- Hans Binder, Autor im Verlag des Schwäbischen Albvereins
- Angelika Bischoff-Luithlen, Autorin im Verlag des Schwäbischen Albvereins
- Konrad Burkhardt, Gauobmann des Nordostalb-Gaus
- Albert Deibele, Autor im Verlag des Schwäbischen Albvereins
- Theodor Engel, Herausgeber der Zeitschrift Blätter des Schwäbischen Albvereins
- Eugen Gaus, Gauobmann
- Robert Gradmann, Autor im Verlag des Schwäbischen Albvereins
- Ernst Kapff, Autor in den Blättern des Schwäbischen Albvereins
- Thomas Keck, Vizepräsident und Vorsitzender des Lichtensteingaus
- Franz Keller, Vorsitzender des Nordostgaus
- Konrad Albert Koch, Autor in den Blättern des Schwäbischen Albvereins
- Richard Lohrmann, Obmann im Donau-Bussen-Gau
- Hans Mattern, Ehrenmitglied des Schwäbischen Albvereins
- Wilhelm Mattes, Gauobmann und Ehrenmitglied des Schwäbischen Albvereins
- Theo Müller, Schriftleiter der Zeitschrift Blätter des Schwäbischen Albvereins
- Dieter Planck, Autor im Verlag des Schwäbischen Albvereins
- Andreas Raab, Vorsitzender des Burgberg-Tauber-Gaus
- Oswald Rathfelder, Vizepräsident und Ehrenmitglied des Schwäbischen Albvereins
- Paul Sauer, Autor im Verlag des Schwäbischen Albvereins
- Heinz-Eugen Schramm, Autor im Verlag des Schwäbischen Albvereins
- Hans Schwenkel, Ehrenmitglied des Schwäbischen Albvereins
- Wilfried Setzler, Autor im Verlag des Schwäbischen Albvereins
- Uta Süße-Krause, Autorin im Verlag des Schwäbischen Albvereins
- Ernst Wall, Autor im Verlag des Schwäbischen Albvereins
- Paul Wanner, Autor im Verlag des Schwäbischen Albvereins
- Hans Widmann, Autor im Verlag des Schwäbischen Albvereins
- Reinhard Wolf, Vizepräsident und Ehrenmitglied des Schwäbischen Albvereins
- Walter Ziegler, Autor im Verlag des Schwäbischen Albvereins
- Walter Zimmermann, Autor im Verlag des Schwäbischen Albvereins

## Auszeichnungen
Der Hauptverein wurde zusammen mit dem Schwarzwaldverein am 20. September 2017 vom Tourismus-Verband Baden-Württemberg als „Vorreiter eines nachhaltigen Tourismus“ mit der Verdienstmedaille ausgezeichnet.
Die folgenden Ortsgruppen des Schwäbischen Albvereins erhielten seit 1989 die Eichendorff-Plakette:
- 1989 Ortsgruppe Pfullingen[15]
- 1992 Ortsgruppe Kohlberg-Kappishäusern[16]
- 1993 Ortsgruppe Böhringen[17]
- 1994 Ortsgruppe Frickenhausen[18]
- 1994 Ortsgruppe Winterlingen[19]
- 1995 Ortsgruppe Eningen[20]
- 1996 Ortsgruppe Hüttlingen[21]
- 1997 Ortsgruppe Großbottwar[22]
- 1997 Ortsgruppe Isny[23]
- 1997 Ortsgruppe Rottenburg[24]
- 1998 Ortsgruppe Nellingen[25]
- 1999 Ortsgruppe Kupferzell[26]
- 1999 Ortsgruppe München[26]
- 1999 Ortsgruppe Oberkochen[26]
- 1999 Ortsgruppe Sontheim[26]
- 1999 Ortsgruppe Untergröningen[26]
- 2000 Ortsgruppe Bad Waldsee[27]
- 2000 Ortsgruppe Bonlanden[27]
- 2000 Ortsgruppe Essingen[27]
- 2000 Ortsgruppe Kornwestheim[27]
- 2000 Ortsgruppe Plattenhardt[27]
- 2000 Ortsgruppe Tamm[27]
- 2001 Ortsgruppe Eberhardzell[28]
- 2001 Ortsgruppe Ensingen[28]
- 2001 Ortsgruppe Gerabronn[28]
- 2001 Ortsgruppe Gundelfingen[28]
- 2002 Ortsgruppe Binsdorf[29]
- 2002 Ortsgruppe Bönnigheim[29]
- 2002 Ortsgruppe Deilingen-Delkhofen[29]
- 2002 Ortsgruppe Eybach[29]
- 2002 Ortsgruppe Kirchentellinsfurt[29]
- 2002 Ortsgruppe Möhringen[29]
- 2002 Ortsgruppe Mühlacker[29]
- 2002 Ortsgruppe Wäschenbeuren[29]
- 2003 Ortsgruppe Abtsgmünd[30][31]
- 2004 Ortsgruppe Heslach[32]
- 2005 Ortsgruppe Ulm/Neu-Ulm[33][34]
- 2006 Ortsgruppe Inzigkofen[35]
- 2006 Ortsgruppe Öhringen[35]
- 2006 Ortsgruppe Scharnhausen[35][36]
- 2007 Ortsgruppe Remshalden[37]
- 2007 Ortsgruppe Wilhelmsdorf[37]
- 2008 Ortsgruppe Schwaigern[38]
- 2011 Ortsgruppe Kolbingen[39]
- 2013 Ortsgruppe Weilersteußlingen[40][41][42][43]
- 2018 Ortsgruppe Vaihingen/Enz[44]